# 러키☆스타
《러키☆스타》(일본어: らき☆すた)는 요시미즈 카가미(일본어: 美水かがみ)의 4컷 만화 및 그것을 원작으로 한 게임, 애니메이션 작품이다. 카도카와 쇼텐의 월간 게임 잡지 《콤프틱》에 2004년 1월호부터 연재되고 있으며 《콤프 에이스》 외의 잡지에도 게재되고 있다(게재 잡지 참고).

## 개요
작은 키에 애니메이션과 게임을 아주 좋아하는 오타쿠 여고생 이즈미 코나타와 그의 친구들인 느긋한 성격의 히이라기 츠카사, 츠카사의 쌍둥이 언니에 확실한 츳코미 역할의 히이라기 카가미(TVA에서는 츤데레로 성격이 약간 변화), 용모 단정에 박식, 천연인 면이 있는 타카라 미유키 네 사람을 중심으로 그 주위 사람들과 함께 감칠맛 나는 느긋한 평상시의 생활을 그린 작품이다.
원의라면 'Lucky Star(일본어: ラッキー スター)'가 맞으나 의도적으로 일본어: らき☆すた라고 표기했으며 작가에 의하면 '여자아이의 평범한 학교 생활을 보여주는 만화의 타이틀'로서 고심한 결과 연기하는 여배우의 의미의 '스타'와, '행운'과 '변덕'의 의미를 가진 '러키'를 대면시켰다고 한다.
원래는 연재작은 아니었고 《콤프틱》 잡지에 갑자기 생긴 빈 페이지를 메우기 위한 게재였으나 인기를 얻고 계속 연재되어 그 후 《소년 에이스》나 《콤프 에이스》 등으로도 게재가 되었다.
2005년 8월 24일에 드라마CD가 발매되었다. 그리고 2005년 12월 1일에는 닌텐도DS로 《러키☆스타 모에 드릴》이, 2007년 5월 24일에는 동기종 닌텐도DS으로 속편 《진·러키☆스타 모에 드릴 〜여행〜》이 발매되었다. 그리고 2007년 4월부터 9월에 걸쳐 텔레비전 애니메이션이 방송되어 거기에 연동하는 형태로 2007년 1월부터 라디오 프로그램 《러키☆채널》도 방송 개시. 또 《진·러키☆스타》의 예약 특전이었던 연애 어드벤처 《러키☆스라 -Lucky☆Star RAvish Romance-》가 2008년 1월 24일에 플레이스테이션2용 어드벤처 게임 《러키☆스타 ~료오학원 앵등제~》라는 제목으로 발매되었다.
또 사이드 스토리로서 등장인물의 한 사람으로 정보 페이지 《러키☆채널》의 캡틴 코가미 아키라를 주인공으로 한 《아키라의 왕국》(연재 초기에는 《아키라의 야망》)과, 《모에 드릴》시리즈의 오리지널 캐릭터, 미야카와 자매를 주인공으로 한 《미야카와 가족의 공복》이 《콤프 에이스》에 연재되고 있다. 《미야카와 가족의 공복》은 처음에 《콤프H's》에서 연재가 시작되었으나, 해당 잡지의 휴간으로 인해 연재 잡지를 바꾸어 연재되고 있다.
주요 등장인물 4명은 만화 연재 개시시 고등학교 1학년생이었으며 당초는 실제의 연도로 진행됨에 따라서 실제 시간에 맞춰 진급(현재는 3학년생) 하였다. 하지만 편집부의 방침에 의해서 고등학교 3학년 2학기 이후 시간의 흐름이 멈췄다. 덧붙여 애니메이션에서는 13화까지는 2학년생, 14화에서부터는 3학년생이다. 상당히 오랫동안 코나타 일행이 고등학교 3학년이었으나, 6권에 졸업, 7권에 유타카 일행이 2학년으로 진급했다.
대한민국에서는 대개 ‘럭키☆스타’로 알려져 있었으나 단행본 정식 발매 당시 국립국어원의 외래어 표기법에 의거하여 공식 명칭은 《러키☆스타》로 정해졌다.

## 주요 무대

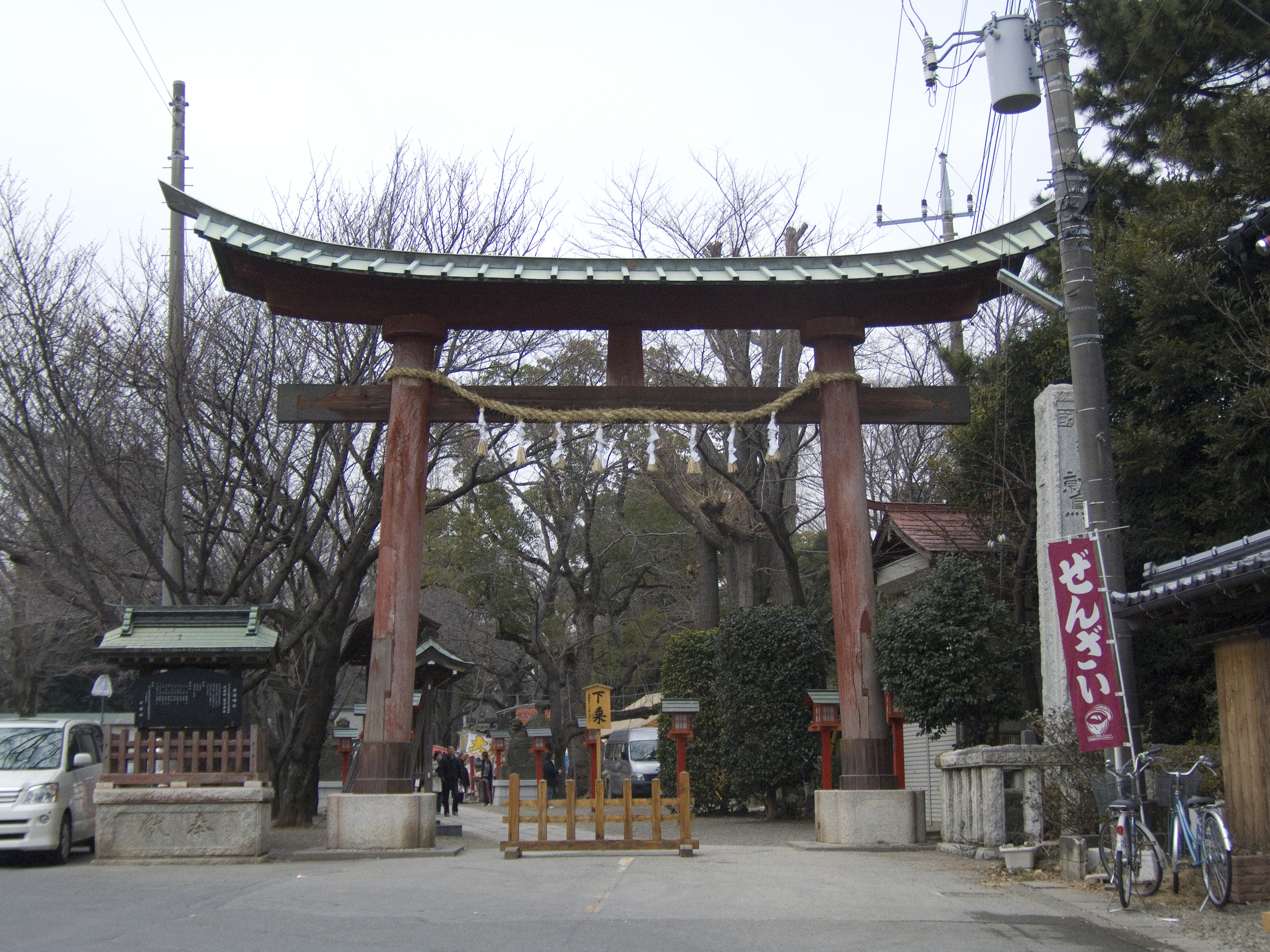
와시노미야 신사

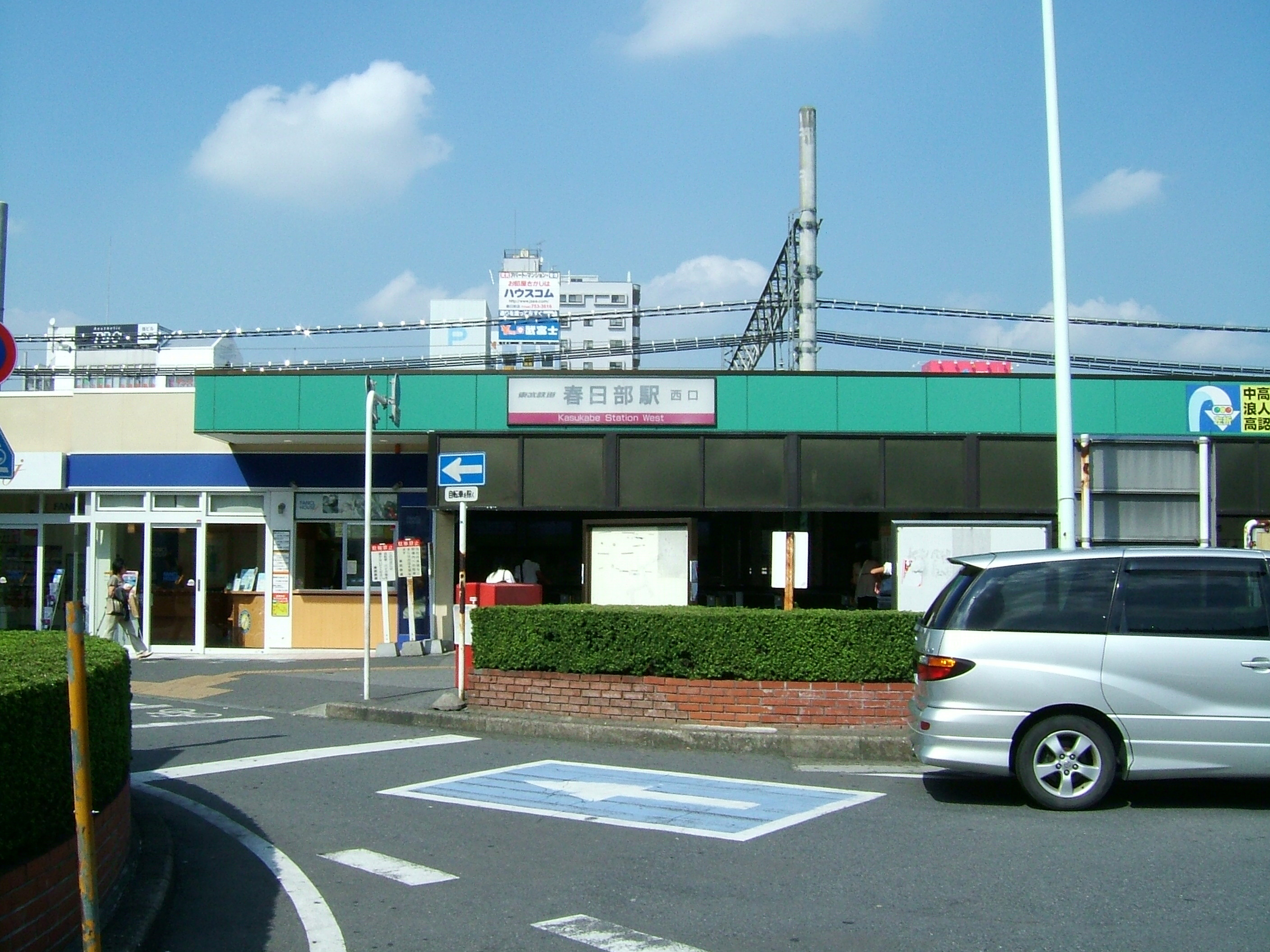
가스카베 역 서쪽 모습

애니메이션판의 무대는 사이타마현 가스카베시를 모델로 하고 있다.
- 료오학원 고등부

코나타 일행이 다니는 학교. 사이타마 현 내에 있다는 설정. 한 학년에 13개 반이 있는 큰 학교. 교복은 여자는 파란색 계통(하복), 빨간 색 계통(동복)의 세라복(색깔 외에도 리본의 형태도 약간 다르다)이고 남자는 목닫이 형태. 수영장은 있지만 왜인지 체육 수업에 수영이 없다.
애니메이션판에서는 작가의 출신교(카스카베 공영 고등학교)가 모델이 되고 있다(엔딩 크레디트의 Special Thanks로 표기).
- 타카미야 신사(일본어: 鷹宮神社)

히이라기 자매의 아버지가 신관을 맡은 신사로 히이라기 가족이 거주한다. 전화기는 낡은 흑전화.에 일본전신전화공사의 600형태 전화기이다.
애니메이션판의 모델은 사이타마 현 기타카쓰시카군 와시미야 정에 있는 와시노미야 신사. 이쪽의 근처역은 도부 철도 이세사키 선 와시노미야 역을 내려 걸어서 5분 정도.
- 카스카베 역(일본어: 糟日部 駅)

애니메이션판에서만 등장하는 철도 회사는 당무철도로 표기되고 있다. 모델은 발음이 같은 도부 철도 이세사키 선 · 노다 선 가스카베 역. 덧붙여 애니메이션의 오프닝에서 츠카사가 춤추는 장소는 서쪽 출구다.
- 코나타네 집 근처

사이타마 현 삿테시라고 생각된다. 공식 가이드북인 《료오학원 입학 안내서》의 〈러키☆스타 관련 맵〉에서도 도부 철도 닛코 선 삿테 역이지만 '코나타네 집 근처 역'으로서 기재되어 있고 애니메이션판에서는 '삿테시 내'나 곤겐도우츠츠미도 모티프로서 이용되었다.
- 아키하바라(아키바/아키바하라)

원작중에서 아키하바라에 가는 에피소드가 있는 것 외에 《진 · 러키☆스타 모에 드릴 ~여행∼》에서는 '아키바'로서 주된 무대중 하나가 되고 있다. 또, 애니메이션판에서는 16화에 '아키바하라(일본어: 秋葉腹)'로서 등장(JR 아키하바라역도 'UR 아키바하라 역(일본어: UR秋葉腹駅)'이 되었다.), 그 곳에는 코나타의 아르바이트 장소인 코스프레 카페가 있다.
- 사이타마시 오미야구

작중에는 구체적인 지명으로서는 나오지 않지만 《료오학원 입학 안내서》의 〈러키☆스타 관련 맵〉에는 '자주 이용하는 게이머즈, 아니메이트가 있는 거리'로서 기재되어 있고 애니메이션판에서는 오미야 역의 서쪽 출구 주변(실제로 게이머즈와 아니메이트가 소재한다) 이나오미야 소닉 시티 등이 모티프로서 사용되고 있다.
이 외, 애니메이션판에서는 이케부쿠로나 도쿄 빅사이트, 교토 등이 무대로서 사용되었다.

## 서적 정보

### 게재 잡지

#### 게재중
- 콤프틱(월간지, 2004년 1월호부터 게재)
- 월간 콤프 에이스(계간→격월간→월간, 창간호부터 게재, 이전부터 게재되어 오던 《에이스 모모구미》를 계승)
  - 본편과 병행하고 2007년 Vol.15(5월 26일발매)부터 《러키☆스타 코믹 아라카르트(매회 다른 작자가 집필하는 앤솔러지형식)》가 부정기적으로 연재중.
- 카도카와 HotLine(서점을 위한 월간 정보지(비매품), 동사의 화제의 서적을 소개하는 형태로 매월 1회분을 칼라로 게재)

#### 게재 종료
- 월간 소년 에이스(월간, 2004년 8월호 ~ 2006년 5월호)
- 월간 드래곤 매거진(월간, 2005년 6월호부터 2006년 5월호까지 4컷 칼럼을 게재)
- 콤프 H's(아키라가 주요 주인공)
- 월간 뉴타입(월간, 게임 칼럼 〈요시미즈 카가미 게임유화〉로서 게재)
- 프롬 게이머즈(게이머즈의 월간 무료 정보지. 2004년 12월호부터 출장판 부정기 게재)
- Mobile Newtype(뉴타입잡지의 휴대 전화를 위한 모바일 사이트, 매월 신작을 게재)

#### 단행본
일본에서는 카도카와 코믹스로 간행되고 있다. 누계 발행 부수는 2008년 3월 시점에서 300만 부를 돌파했다.
아래 자료는 일본 기준이다.
1. 1권(2005년 1월 8일 초판 발행) ISBN 4-04-853806-3
2. 2권(2005년 8월 10일 초판 발행) ISBN 4-04-853903-5
3. 3권(2006년 7월 10일 초판 발행) ISBN 4-04-853978-7
4. 4권(2007년 4월 10일 초판 발행) ISBN 978-4-04-854095-7[4]
5. 5권(2007년 9월 10일 초판 발행) ISBN 978-4-04-854125-1
6. 6권(2008년 9월 10일 초판 발행) ISBN 978-4-04-854212-8[4]
7. 7권(2009년 10월 10일 초판 발행) ISBN 978-4-04-854383-5
8. 8권(2010년 10월 9일 초판 발행) ISBN 978-4-04-854546-4
9. 9권(2011년 11월 26일 초판 발행) ISBN 978-4-04-120039-1

대한민국에서는 대원씨아이를 통해 단행본이 출판되고 있다.
2007년 6월에 단행본 1권이 출간되었으며 번역과 편집의 미숙으로 많은 지적을 받았다. 1권에서는 김지연이 번역을 맡았으며, 2권부터 9권까지는 장은아가 담당하고 있다. 현재 대한민국에는 원작 단행본 이외의 단행본은 출판되고 있지 않다.
1. 1권(2007년 6월 8일 초판 발행) ISBN 978-89-252-1481-8
2. 2권(2007년 8월 22일 초판 발행) ISBN 978-89-252-1482-5
3. 3권(2008년 1월 29일 초판 발행) ISBN 978-89-252-1934-9
4. 4권(2008년 5월 11일 초판 발행) ISBN 978-89-252-1935-6
5. 5권(2008년 9월 15일 초판 발행) ISBN 978-89-252-3539-4
6. 6권(2009년 9월 30일 초판 발행) ISBN 978-89-252-4991-9
7. 7권(2010년 2월 26일 초판 발행) ISBN 978-89-252-5816-4
8. 8권(2011년 1월 25일 초판 발행) ISBN 978-89-252-7495-9
9. 9권(2012년 5월 25일 초판 발행) ISBN 978-89-252-9937-2

2008년 7월에 영문판(미국, 캐나다)이 반다이 엔터테인먼트를 통해 발행한다는 발표가 있었고, 2011년 6월 현재 7권까지 출간되어 있다.
1. 1권(2009년 6월 30일 초판 발행) ISBN 978-1-60496-112-6
2. 2권(2009년 11월 17일 초판 발행) ISBN 978-1-60496-113-3
3. 3권(2009년 12월 8일 초판 발행) ISBN 978-1-60496-114-0
4. 4권(2010년 2월 16일 초판 발행) ISBN 978-1-60496-116-4
5. 5권(2010년 5월 11일 초판 발행) ISBN 978-1-60496-115-7
6. 6권(2010년 10월 26일 초판 발행) ISBN 978-1-60496-229-1
7. 7권(2010년 11월 16일 초판 발행) ISBN 978-1-60496-230-7

일본어와 한국어, 영어 이외로는 중국어판(대만, 홍콩. 발행원 : 대만 국제 카도카와 쇼텐)과 태국어판(발행원 : 사이암 인터 코믹스)이 2007년부터 발행되고 있다.

#### 공식 어나더 스토리, 패러디 작품
- 러키☆스타 포켓 토라베라~즈 (원작 : 요시미즈 카가미, 만화 : 아카리 류류우, 월간 콤프 에이스 2008년 1월호~8월호 연재, 단행본 10월 10일 간행 예정, ISBN 978-4-04-854247-0)
- 부-부-카가부- (원작 : 요시미즈 카가미, 만화 : 에렛토, 월간 콤프 에이스 2008년 7월호~ 연재)

#### 앤솔러지
- 러키☆스타 코믹 아라카르트 〜해피- 스트라이크!〜 (2007년 9월 26일 발매) ISBN 978-4-04-854126-8

콤프 에이스 게재분을 수록
- 러키☆스타 코믹 아라카르트 〜럭키 턴♪〜 (2008년 3월 25일 발매) ISBN 978-4-04-854164-0
- 러키☆스타 코믹 아라카르트 〜럭키 스파이럴〜 (2008년 11월 10일 발매) ISBN 978-4-04-854264-7
- 러키☆스타 코믹 아라카르트 〜브릴리언트☆스타〜 (2009년 3월 26일 발매) ISBN 978-4-04-854306-4

#### 소설
- 《러키☆스타 러키☆스타 살인사건》 (타케이 토오카 저 · 카도카와 스니커즈 문고, 2007년 9월 1일 초판 발행) ISBN 978-4-04-471203-7
- 《러키☆스타 러키☆스타 온라인》 (타케이 토오카 저 · 카도카와 스니커즈 문고, 2008년 3월 1일 초판 발행) ISBN 978-4-04-471204-4
- 《러키☆스타 슈퍼 동화 대전》 (타케이 토오카 저 · 카도카와 스니커즈 문고, 2008년 10월 1일 초판 발행) ISBN 978-4-04-471205-1
- 《러키☆스타 유루유루 데이즈》(일본어: らき☆すた ゆるゆるでぃず) (마치다 토우코 저 · 콤프틱 2008년 10월호부터 연재개시, 2009년 4월 1일 초판 발행) ISBN 978-4-04-474201-0

#### 관련 서적 ·무크
- 러키☆스타 오키라쿠카니발 (2006년 10월 10일 발매, ISBN 4-04-721556-2) - 과거의 작품에 색칠한 것이나, 프롬게이머즈에 게재된 예외편, 숏 스토리 2작, 타 일러스트레이터 · 만화가가 그린 일러스트, 애니메이션화 및 DS판 《진 · 러키☆스타 모에 드릴 ~여행~》의 정보를 게재.

여기에 실린 숏 스토리들은 단행본에도 그대로 실렸으며 그 중 하나는 애니메이션 22화 에피소드로 나왔다.
- 러키☆스타 공식가이드북 료오학원 입학안내서(2007년 8월 25일 초판 발행, ISBN 978-4-04-854124-4) - 만화판의 공식 가이드북. 캐릭터의 상세 가이드나 일러스트 갤러리, 개관도, 정보 페이지 《러키☆채널》의 역사, 용어집, 4권 시점까지의 전 에피소드 목차, 요시미즈 카가미 인터뷰 등으로 구성.
- 러키☆스타 오키라쿠BOX 코나타/카가미(2007년9월26일 발매, ISBN 978-4-04-900786-2/ISBN 978-4-04-900787-9) - 코나타 · 카가미 각각의 패키지로 되어 있으며 각각 피규어, CD-ROM, 해설 소책자, 료오학원 학생 수첩형의 메모장으로 구성.
- # 러키☆스타 료오학원 입학 기념 BOX (2008년 4월 10일 발매, ISBN 978-4-04-900791-6)
- 러키☆스타 X 스즈미야 하루히쨩의 우울 뎃카이 오타노시미 BON (2009년 1월 1일 발매, ISBN 978-4-04-854292-0) - 러키☆스타와 스즈미야 하루히쨩의 우울 두 만화의 소개와 만화(러키☆스타는 원작에 채색, 스즈미야 하루히쨩의 우울은 오리지널 만화), 하루히쨩 ver. 유키 티셔츠, 러키☆스타 무릎담요로 구성.
- 러키☆스타 공식 가이드북 코나타는 나를 읽어! (2009년 12월 26일 발매, ISBN 978-4-04-854420-7) - 만화판의 공식 가이드북 2탄. 5권부터 7권까지를 소개하고 있다.

## 투고 · 정보 코너
《러키☆스타》의 연재 개시 4개월 후인 콤프틱 2004년 4월호에 별도 문자 투고 코너 〈러키☆스타 골목〉으로서 개시한 것이 첫 시작이었다. 같은 해 7월호에 〈스페셜 인포메이션〉이 게재되어 같은 해 12월호부터 고정연재화, 그리고 2005년 5월호부터 《러키☆채널》 로서 본격 개시, 코너의 캡틴(진행역)으로서 코가미 아키라가 등장한다. 또한 이 무렵부터 피규어나 드라마CD, 게임 등 관련 상품의 릴리스에 대한 관련 정보도 《러키☆채널》이 담당하게 되었다.
《러키☆스타》의 연재 3년차인 2006년 1월호에 코너를 리뉴얼해 《러키☆파라다이스》가 개시, 지금까지의 아키라가 캡틴 자리에서 내몰리는 대신에 새롭게 사쿠라바 히카루를 캡틴으로서 등장시켰다. 이 시기에 코너의 페이지 증가나 다수의 기획이 실시되었다. 그 후 재게임화 · 애니메이션화에 수반해2006년 11월호에 《초 러키☆채널》으로 재차 리뉴얼, 아키라 · 히카루의 더블 캡틴제로 이행했다. 이후 2009년 8월호부터 히카루는 본편으로 자리를 완전히 옮기면서 코너를 졸업하였고, 다음 호에서는 혼자 남은 아키라의 새 어시스턴트로 '냥타로 군'이 새로 등장하였다. 2007년부터는 콤프 에이스에서도 《초 러키☆채널 분교》로서 코너를 전개하고 있다.
옛 코너명인 《러키☆채널》은 라디오 프로그램 및 이 프로그램을 바탕으로 한 애니메이션판의 미니 코너에 이름이 인계되어 같은 프로그램 · 코너와 《초 러키☆채널》 등 콤프틱 · 콤프 에이스 지면, 공식홈페이지의 연동 기획도 행해지고 있다. 또 《러키☆파라다이스》는 애니메이션판의 제작 위원회의 명칭으로서 이용되고 있다.
또 연재 초기에는 콤프틱 지면상의 다른 독자 코너에 코나타가 보낸 엽서(실제로는 작가 요시미즈 카가미가 코나타의 명의로 써 보낸 것)가 게재되고 그것을 기뻐하는 4컷 만화도 그려지는(원작 1권에 수록) 등, 픽션에 대한 픽션이라고 말할 수 있는 일도 행해졌다..

## 애니메이션
2007년 4월부터 9월까지 치바테레비 등의 독립 UHF국을 중심으로 한 16개 방송국에서 방송되었다. 전 24화. 대한민국에서도 정식 방영되었다. 자세한 것은 본문을 참고.
또한 2008년 9월 26일 TV애니메이션과 같은 스태프와 성우 구성으로 OVA가 출시되었다.

## 드라마CD
2005년 8월 24일에 프론티어 워크에서 발매되었다. 애니메이션판과는 성우가 다르다.
- 이즈미 코나타 - 히로하시 료
- 히이라기 츠카사 - 나카하라 마이
- 히이라기 카가미 - 코시미즈 아미
- 타카라 미유키 - 나카야마 에리나
- 쿠로이 나나코 - 아사노 마스미
- 나루미 유이 - 사이토 치와
- 코바야카와 유타카 - 시미즈 아이
- 이와사키 미나미 - 마츠키 미유
- 패트리시아 마틴 - 유키노 사츠키
- 역무원 - 카와하라 모토유키
- 이벤트 스태프 - 미야모토 카츠야

### 러키☆스타 드라마CD
2008년 8월 27일 란티스에서 발매. 당초에는 2008년 2월 6일 예정이었다. 전술의 드라마CD와는 달리 애니메이션판의 캐스트가 출연하고 각본은 애니메이션판의 시리즈 구성, 각본을 담당한 마치다 토우코가 담당했다.
TVA와 비슷하게 원작의 내용의 드라마화와 오리지널 스토리로 구성되어 있는 점이 러키☆스타 드라마CD （드라마가 컴플리트인 디스크(일본어: ドラマがコンプリートなディスク)）만이 가지고 있는 이전의 드라마CD와의 다른 점.

## 게임
- 가정용 비디오 게임으로 다음 4개의 작품이 발매되었다.
  - 《러키☆스타 모에 드릴》(2005년 12월 1일 발매, 닌텐도 DS)
  - 《진 · 러키☆스타 모에 드릴 ~여행∼》(2007년 5월 24일 발매, 닌텐도 DS)
  - 《러키☆스타 ~료오학원 앵등제~》(2008년 1월 24일 발매, 플레이스테이션2)
  - 《러키☆스타 넷 아이돌 마이스터》(2009년 12월 24일 발매, 플레이스테이션 포터블)
- 또 《모에 드릴 시리즈》를 개발한 브릿지와 마츠시타 그룹의 파나소닉 네트워크서비스가 공동으로 아이모드 전용의 휴대전화를 위한 게임 다운로드 사이트 《러키☆스타 모바일》을 2007년 4월 2일에 개설, 뇌단련 게임을 냈다.
- 이 외, 애니메이션판 DVD의 한정판 특전의 윈도우용 미니 게임집 〈러키☆스타의 숲〉이 있다.
- 또 브로콜리 · 후지미 쇼보에 의한 트레이딩 카드게임 《프로젝트 레볼루션》에 카도카와 쇼텐으로부터의 참전 캐릭터로서 러키☆스타의 캐릭터도 등장, 확장팩 《러키☆스타 플라티나 팩》도 발매되었다.

## 라디오
애니메이션 본편 방송전인 2007년 1월부터 아키라 역의 콘노 히로미와 미노루 역의 시라이시 미노루가 퍼스낼러티가 되었다 아니라지가 라디오 칸사이에서 방송, 또 한 주 느리게 란티스 웹 라디오로 전달되었다.
- 러키☆채널 (2007년 1월 5일 ~ 2007년 9월 28일)
- 러키☆채널-료오학원 방과후의 책상- (2007년 10월 5일 ~ 2007년 12월 28일)
- 신 러키☆채널 (2008년 1월 4일 ~ 2008년 3월 28일)
- 원조 러키☆채널 (2008년 4월 4일 ~ 2008년 6월 27일)

〈러키☆채널〉 방송시에는 애니메이션 내의 동명 미니 코너나 공식 Web사이트, 콤프틱 등 관련 각 지와의 상호 연동 기획을 실시하였다. 또 〈러키☆채널〉의 21회부터 히이라기 카가미 역의 카토 에미리와 츠카사 역의 후쿠하라 카오리가 미니 코너를 담당, 이 2사람은 다음 프로그램인 〈료오학원 방과후의 책상〉에서도 퍼스널리티로서 출연한 것 외, 〈신 러키☆채널〉에서는 미사오 역의 미즈하라 카오루가 출연했다. 또 공개 녹음이나 각종 이벤트도 개최하였는데, 그 모습은 라디오로 방송된 것 외, 관련 각 지의 부록CD나 애니메이션 DVD의 특전 영상으로 수록되었다. 덧붙여 각 프로그램의 자세한 것은 각각의 항목을 참조.

## 성지 순례와 현지에서의 마을 부흥 이벤트
애니메이션 잡지 월간 뉴타입의 부록에서 사이타마 현의 와시노미야 신사를 비롯한 한적한 장소가 본작의 무대중 하나라고 소개된 것을 계기로, 팬들이 성지 순례라며 애니메이션에 등장한 장소를 방문하게 되었다.
그들이 와시노미야 신사의 에마에 《러키☆스타》의 등장인물의 그림을 그리고 기념 촬영을 하고, 코스프레 모습으로 참배하는 등의 행동이 매스 미디어를 통해서 보도되었다
. 에마의 내용으로는 주로 캐릭터의 일러스트나 캐릭터가 한 말이 쓰여진 경우가 많다. 2008년의 정월에 있어서는, 첫 참배의 참배객이 이 해의 사이타마 현 내 3위정도인 약 30만 명에 이르러, 관계자가 놀라움을 감추지 못했다.
이러한 '순례'의 영향을 받아 와시미야마치 상공회(일본어: 鷲宮町商工会)는 마을 독자적인 오리지널 상품을 제작, 동회 청년부가 운영하는 오오토리챠야 와시노미야(일본어: 大酉茶屋わしのみや)나 마을 안의 여러 상점에서 발매하고 원작자나 출연 성우의 와시노미야 신사에의 공식 참배 이벤트를 개최했다. 그 외에도 연말 세일로 《러키☆스타》의 캐릭터를 다룬 스크래치 카드를 이용하는 등, 여러 가지 지역 진흥책에 임하고 있다. 와시미야마치도 이러한 경위로부터 히이라기 일가를 동내의 가공의 주소에 주민 등록, 2008년 4월 7일에 특별 주민표의 교부를 가졌다.
또한 코나타가 살고 있는 마을로 여겨지는 삿테 시의 상공회에서도 《러키☆스타》를 바탕으로 한 지역 진흥책으로서 연말 세일에서 《러키☆스타》와 연동된 기획을 실시, 오리지널 상품의 제작 · 발매를 한 것 외에, 관련 이벤트의 개최를 검토하는 등, 여러 가지 기획을 실시하고 있다. 또 와시미야마치 상공회와도 제휴해, 양 상공회 사이에 판권 데이터의 공유나 향후의 이벤트 개최 · 상품 판매로의 공동 사업의 전개 등에 임하고 있다. 이 외, 메인의 무대가 된 카스카베 시 역시 독자적인 상품개발을 하고 있다.
2007년 12월부터 2008년 5월까지의 반년간의 와시미야 정에서의 경제 효과는 4170만 엔, 상공회의 2007년도 결산으로의 세입 합계가 전년도 대비 36% 증가된 8000만 엔이 되었다고 발표, 삿테 시도 약 2500만 엔의 경제 효과가 있었다고 상공회가 발표하였다.
2009년 6월 29일 사이타마 현은 '애니메이션 투어리즘 검토위원회'를 만들었는데, 여기에서 현을 무대로 하는 《러키☆스타》를 이용하여 지역 관광산업 부흥을 이끌어내자는 방안을 논의했다. 세부 안건 중에는 '현 학교 교복을 애니메이션 내 학교 세일러복으로 하자'라는 것도 있어서 일본 네티즌들의 엇갈린 평가를 받았다.

## 공식 사이트의 패러디
패러디는 애니메이션내에만 있지 않고 공식 사이트의 각처에도 존재한다.
- 공식 사이트 전체가 Firefox의 화면과 같은 모습이다.
- 작품 정보 페이지가 위키피디어의 패러디. 명칭은 '러키페디아'
- 캐릭터들을 소개하는 페이지가 믹시(mixi)의 패러디. 《Luxi (일본어: らき☆シー)》로 불린다.
- 링크집은 하테나 북마크의 패러디. 《러키스타☆북마크(일본어: らき☆ブ)》로 불린다.